# Zlatko Janjić
Zlatko Janjić (ur. 7 lutego 1986 w Bosanskiej Gradišce) – bośniacki piłkarz grający na pozycji ofensywnego pomocnika bądź napastnika. Posiada również obywatelstwo niemieckie.

## Kariera sportowa
Wychowanek TuS Jöllenbeck, następnie gracz Arminii Bielefeld. Od 2004 występował w drugiej drużynie tego klubu, w 2008 został włączony do kadry pierwszego zespołu. W Bundeslidze zadebiutował 14 września 2008 w przegranym spotkaniu z VfL Bochum (0:2), w którym w 66. minucie zmienił Thorbena Marksa. Pierwszą bramkę w najwyższej niemieckiej klasie rozgrywkowej zdobył 14 marca 2009 w wygranym meczu z Karlsruher SC (1:0). Sezon 2008/2009 zakończył z 13 występami i jednym golem w Bundeslidze na koncie. W sezonie 2009/2010 rozegrał w 2. Bundeslidze 29 meczów i strzelił dwie bramki w spotkaniach z TuS Koblenz (2:3; 16 sierpnia 2009) i Alemannią Aachen (1:0; 16 października 2009).
W latach 2010–2013 był zawodnikiem SV Wehen Wiesbaden, w którego barwach rozegrał w 3. lidze 98 meczów i strzelił 39 goli. W sezonie 2013/2014 występował w FC Erzgebirge Aue. W 2. Bundeslidze rozegrał 24 spotkania i zdobył bramkę w rozegranym 24 listopada 2013 meczu z Fortuną Düsseldorf (3:0). W 2014 trafił do MSV Duisburg. W sezonie 2014/2015 rozegrał 37 spotkań, w których strzelił 17 goli, co dało mu 3. miejsce w klasyfikacji najlepszych strzelców 3. ligi. W sezonie 2015/2016 występował w 2. Bundeslidze (17 meczów i jedna bramka w rozegranym 8 lutego 2016 spotkaniu z SV Sandhausen), a w sezonie 2016/2017 ponownie w 3. lidze (37 meczów i sześć goli). W pierwszej rundzie sezonu 2017/2018 pauzował z powodu zerwania więzadeł krzyżowych.
Na początku lutego 2018 podpisał kontrakt z Koroną Kielce. W Ekstraklasie zadebiutował 11 lutego 2018 w wygranym meczu z Bruk-Betem Termaliką Nieciecza (3:0), w którym w 84. minucie zmienił Gorana Cvijanovicia. W sezonie 2017/2018 rozegrał 14 spotkań w lidze i jeden w Pucharze Polski. Pierwszą bramkę dla Korony strzelił 24 sierpnia 2018 w wygranym meczu z Arką Gdynia (2:1). Łącznie w Koronie rozegrał 32 spotkania, w których zdobył 1 bramkę.
31 stycznia 2019 roku rozwiązano kontrakt za porozumieniem stron. Przeniósł się do 3. ligowej SG Sonnenhof Großaspach. Tam rozegrał 11 spotkań, w których zdobył 5 bramek. 2 sierpnia przeszedł do SC Verl. Do tej pory rozegrał w tej drużynie 58 meczów, w których zdobył 29 bramek.

## Statystyki
| Sezon         | Klub                    | Rozgrywki         | Mecze | Bramki |
| ------------- | ----------------------- | ----------------- | ----- | ------ |
| 2008/2009     | Arminia Bielefeld       | Bundesliga        | 13    | 1      |
| 2009/2010     | Arminia Bielefeld       | 2. Bundesliga     | 29    | 2      |
| 2010/2011     | SV Wehen Wiesbaden      | 3. liga           | 38    | 12     |
| 2011/2012     | SV Wehen Wiesbaden      | 3. liga           | 27    | 12     |
| 2012/2013     | SV Wehen Wiesbaden      | 3. liga           | 33    | 15     |
| 2013/2014     | FC Erzgebirge Aue       | 2. Bundesliga     | 24    | 1      |
| 2014/2015     | MSV Duisburg            | 3. liga           | 37    | 17     |
| 2015/2016     | MSV Duisburg            | 2. Bundesliga     | 17    | 1      |
| 2016/2017     | MSV Duisburg            | 3. liga           | 37    | 6      |
| 2017/2018 (j) | MSV Duisburg            | 2. Bundesliga     | 0     | 0      |
| 2017/2018 (w) | Korona Kielce           | Ekstraklasa       | 14    | 0      |
| 2018/2019 (j) | Korona Kielce           | Ekstraklasa       | 17    | 1      |
| 2018/2019 (w) | SG Sonnenhof Großaspach | 3. liga           | 11    | 5      |
| 2019/2020     | SC Verl                 | Regionalliga West | 21    | 15     |
| 2020/2021     | SC Verl                 | 3. liga           | 31    | 14     |
| 2021/2022     | Rot-Weiss Essen         | Regionalliga West | 34    | 5      |

## Osiągnięcia
Indywidualne
- 3. miejsce w klasyfikacji najlepszych strzelców 3. ligi: 2014/2015 (17 goli; MSV Duisburg)[1]